# Liste der Kulturdenkmäler in Walluf
Die folgende Liste enthält die in der Denkmaltopographie ausgewiesenen Kulturdenkmäler auf dem Gebiet  der Gemeinde Walluf, Rheingau-Taunus-Kreis, Hessen.
Hinweis: Die Reihenfolge der Denkmäler in dieser Liste orientiert sich zunächst an Ortsteilen und anschließend der Anschrift, alternativ ist sie auch nach der Bezeichnung, der vom Landesamt für Denkmalpflege vergebenen Nummer oder der Bauzeit sortierbar.
Kulturdenkmäler werden fortlaufend im Denkmalverzeichnis des Landes Hessen durch das Landesamt für Denkmalpflege Hessen auf Basis des Hessischen Denkmalschutzgesetzes (HDSchG) geführt. Die Schutzwürdigkeit eines Kulturdenkmals hängt nicht von der Eintragung in das Denkmalverzeichnis des Landes Hessen oder der Veröffentlichung in der Denkmaltopographie ab.

Das Vorhandensein oder Fehlen eines Objekts in dieser Liste ist keine rechtsverbindliche Auskunft darüber, ob es Kulturdenkmal ist oder nicht: Diese Liste entspricht möglicherweise nicht dem aktuellen Stand der offiziellen Denkmaltopographie. Diese ist für Hessen in den entsprechenden Bänden der Denkmaltopographie Bundesrepublik Deutschland und im Internet unter DenkXweb – Kulturdenkmäler in Hessen einsehbar. Auch diese Quellen sind, obwohl sie durch das Landesamt für Denkmalpflege Hessen aktualisiert werden, nicht immer aktuell, da es im Denkmalbestand immer wieder Änderungen gibt.
Eine verbindliche Auskunft erteilt allein das Landesamt für Denkmalpflege Hessen.
Nutze diese Kartenansicht, um Koordinaten in der Liste zu setzen. In dieser Kartenansicht sind Kulturdenkmale ohne Koordinaten mit einem roten bzw. orangen Marker dargestellt und können in der Karte gesetzt werden. Kulturdenkmale ohne Bild sind mit einem blauen bzw. roten Marker gekennzeichnet, Kulturdenkmale mit Bild mit einem grünen bzw. orangen Marker.

## Niederwalluf

### Gesamtanlagen mit besonderem  Ensembleschutz
| Bild                                     | Bezeichnung                                | Lage                               | Beschreibung | Bauzeit | Objekt-Nr. |
| ---------------------------------------- | ------------------------------------------ | ---------------------------------- | ------------ | ------- | ---------- |
| Gesamtanlage Hauptstraße 65–70           | Gesamtanlage Hauptstraße 65–70             | Niederwalluf, Gesamtanlage Lage    |              |         | 134041 DDB |
| Gesamtanlage Alter Ortskern Niederwalluf | Gesamtanlage Alter Ortskern Niederwalluf   | Niederwalluf, Gesamtanlage I Lage  |              |         | 134040 DDB |
| Bild gesucht BW                          | Gesamtanlage Bahnhofstraße/Schöne Aussicht | Niederwalluf, Gesamtanlage II Lage |              |         | 134042 DDB |

### Adelheidstraße
| Bild            | Bezeichnung                    | Lage | Beschreibung                                      | Bauzeit  | Objekt-Nr. |
| --------------- | ------------------------------ | --- | ------------------------------------------------- | -------- | ---------- |
| Bild gesucht BW | Reste der alten Friedhofsmauer | Niederwalluf, Adelheidstraße 2, 4, 6, 8, Neustraße 1 LageFlur: 13, Flurstück: 18/1, 18/2, 18/3, 417/18, 418/18 | Bruchsteinmauer, vermutlich Reste der Gebückmauer | Vor 1814 | 134033 DDB |

### Bahnhofstraße
| Bild            | Bezeichnung                   | Lage                                                                               | Beschreibung                                              | Bauzeit                                  | Objekt-Nr. |
| --------------- | ----------------------------- | ---------------------------------------------------------------------------------- | --------------------------------------------------------- | ---------------------------------------- | ---------- |
| weitere Bilder  | Bahnhof Niederwalluf          | Niederwalluf, Bahnhofstraße LageFlur: 13, Flurstück: 167/6, 167/7                  | Historischer Putzbau mit Fachwerkelementen                | 1907                                     | 133974 DDB |
| Bild gesucht BW | Ehemaliges Postgebäude        | Niederwalluf, Bahnhofstraße 10 LageFlur: 13, Flurstück: 16/1                       | Gebäude mit Putzfassade und dekorativen Fachwerkelementen | 1904                                     | 133973 DDB |
| Bild gesucht BW |                               | Niederwalluf, Bahnhofstraße 13 LageFlur: 13, Flurstück: 16/3                       | Villa aus Backstein                                       | 1900                                     | 134044 DDB |
| Bild gesucht BW |                               | Niederwalluf, Bahnhofstraße 14 LageFlur: 12, Flurstück: 15/1                       | Klassizistische Villa                                     | 1869                                     | 133975 DDB |
| Bild gesucht BW | Sektkellerei Reuter und Sturm | Niederwalluf, Bahnhofstraße 15 LageFlur: 12, Flurstück: 14/10                      | Spätklassizistische Wohnhaus mit Nebengebäuden            | Um 1870 Wohnhaus, 1930 Kellerei und Büro | 133976 DDB |
| Bild gesucht BW |                               | Niederwalluf, Bahnhofstraße 16 LageFlur: 12, Flurstück: 12/9                       | Villa mit Putzfassade und dekorativen Fachwerkelementen   | Um 1900                                  | 133977 DDB |
| Bild gesucht BW |                               | Niederwalluf, Bahnhofstraße 18 LageFlur: 12, Flurstück: 7/1                        | Wohnhaus aus Ziegelmauer auf Bruchsteinsockel             | Ende 19. Jahrhundert                     | 134049 DDB |
| Bild gesucht BW |                               | Niederwalluf, Bahnhofstraße 19/20 LageFlur: 12, Flurstück: 2/2, 2/3, 44, 5/1, 73/4 | Doppelwohnhaus aus Backsteinmauerwerk                     | 1890                                     | 133978 DDB |

### Brückenstraße
| Bild            | Bezeichnung                                                | Lage                                                          | Beschreibung                                        | Bauzeit  | Objekt-Nr. |
| --------------- | ---------------------------------------------------------- | ------------------------------------------------------------- | --------------------------------------------------- | -------- | ---------- |
| Bild gesucht BW | Ehemaliges Gasthaus „Zur Eintracht“/ „Zum Goldenen Kreutz“ | Niederwalluf, Brückenstraße 2 LageFlur: 14, Flurstück: 81/1   | Giebelständiges Fachwerkhaus, verputzt              | Um 1700  | 133979 DDB |
| Bild gesucht BW |                                                            | Niederwalluf, Brückenstraße 5 LageFlur: 14, Flurstück: 76/2   | Giebelständiges Fachwerkhaus, verputzt              | Um 1700  | 133980 DDB |
| Bild gesucht BW |                                                            | Niederwalluf, Brückenstraße 6 LageFlur: 14, Flurstück: 91/1   | Giebelständiges Fachwerkhaus, verputzt/verschiefert | Um 1680  | 133981 DDB |
|                 |                                                            | Niederwalluf, Brückenstraße 9 LageFlur: 14, Flurstück: 185/74 | Giebelständiges Fachwerkhaus, verputzt              | Vor 1700 | 133982 DDB |

### Fischergasse
| Bild            | Bezeichnung | Lage                                                        | Beschreibung                           | Bauzeit | Objekt-Nr. |
| --------------- | ----------- | ----------------------------------------------------------- | -------------------------------------- | ------- | ---------- |
| Bild gesucht BW |             | Niederwalluf, Fischergasse 7 LageFlur: 13, Flurstück: 101/1 | Giebelständiges Fachwerkhaus, verputzt | 1780    | 133961 DDB |

#### Ehemalige Kulturdenkmäler
| Bild            | Bezeichnung | Lage                                                        | Beschreibung                                                      | Bauzeit | Objekt-Nr. |
| --------------- | ----------- | ----------------------------------------------------------- | ----------------------------------------------------------------- | ------- | ---------- |
| Bild gesucht BW |             | Niederwalluf, Fischergasse 4 LageFlur: 13, Flurstück: 128/3 | Hofreite mit giebelständigem Fachwerkhaus, verputzt (abgebrochen) | 1709    | 961147     |

### Haselnußgasse
| Bild                           | Bezeichnung                    | Lage | Beschreibung                          | Bauzeit | Objekt-Nr. |
| ------------------------------ | ------------------------------ | --- | ------------------------------------- | ------- | ---------- |
| Ehemaliger Metternichscher Hof | Ehemaliger Metternichscher Hof | Niederwalluf, Haselnußgasse 8 LageFlur: 14, Flurstück: 2/1 | Nebengebäude eines adligen Hofes      | Ab 1310 | 133984 DDB |
| Schliefs Hof                   | Schliefs Hof                   | Niederwalluf, Haselnußgasse 9, Walluf, Haselnußgasse LageFlur: 13, 15, Flurstück: 170/4, 170/5, 67/2, 13/2, 15, 16, 19, 20, 22/3, 29/11, 29/6, 29/7, 30/6–11, 32/1, 40, 44/14, 48/32, 49/32, 50/33, 51/35, 52/37 | Adliger Hof aus Herrenhaus und Garten | Ab 1300 | 133985 DDB |
| Eisenbahnviadukt               | Eisenbahnviadukt               | Niederwalluf, Eisenbahn, Bahnhofstraße (bei Haselnußgasse) LageFlur: 13, 15, Flurstück: 167/11, 167/13, 47/31 |                                       | 1922    | 133983 DDB |

### Hauptstraße
| Bild                                                | Bezeichnung                                         | Lage                                                                                    | Beschreibung | Bauzeit         | Objekt-Nr. |
| --------------------------------------------------- | --------------------------------------------------- | --------------------------------------------------------------------------------------- | --- | --------------- | ---------- |
| Bild gesucht BW                                     | Villa Linde                                         | Niederwalluf, Hauptstraße 1 LageFlur: 14, Flurstück: 52/2                               | Villa | 1895            | 133986 DDB |
| Bild gesucht BW                                     |                                                     | Niederwalluf, Hauptstraße 12a LageFlur: 14, Flurstück: 69                               | Hofreite | 1688            | 133987 DDB |
| Idylle                                              | Idylle                                              | Niederwalluf, Hauptstraße 14 LageFlur: 14, Flurstück: 39/2                              | Zeitweilig Gasthof „Rheinidylle“. Giebelständiger Bau mit Nebengebäuden                                                                                              | Vor 1736        | 133988 DDB |
| Ehemaliges Gasthaus „Krone“                         | Ehemaliges Gasthaus „Krone“                         | Niederwalluf, Hauptstraße 21 LageFlur: 14, Flurstück: 27/2                              | Giebelständiger Fachwerkbau mit Nebengebäuden | Um 1683         | 133989 DDB |
| Ehemaliger Gasthof zum (goldenen) Hirsch; Alte Post | Ehemaliger Gasthof zum (goldenen) Hirsch; Alte Post | Niederwalluf, Hauptstraße 26 LageFlur: 14, Flurstück: 95/2                              | Traufständiger Bau, Erdgeschoss Massiv, Obergeschoss Fachwerk. Mehrfach erweitert und umgebaut. Seit 1744 Gasthof. Von 1868 bis 1904 Poststelle                      | Um 1600         | 133990 DDB |
| weitere Bilder                                      | Katholischer Pfarrhof                               | Niederwalluf, Hauptstraße 37 LageFlur: 14, Flurstück: 11/2                              | Massivbau mit Krüppelwalmdach. Als Niederlassung der Jesuiten errichtet, seit 1773 Pfarrhaus.                                                                        | 1729            | 133992 DDB |
| Hl. Johannes von Nepomuk                            | Hl. Johannes von Nepomuk                            | Niederwalluf, Hauptstraße 38 LageFlur: 13, Flurstück: 71/2                              | Moderne Figur nach einem Vorbild des 18. Jahrhunderts |                 | 133995 DDB |
| Ehemaliges Lindauer Gericht                         | Ehemaliges Lindauer Gericht                         | Niederwalluf, Hauptstraße 42, Hauptstraße (K 638) LageFlur: 13, Flurstück: 161/10, 42/1 | Massivbau mit Krüppelwalmdach und Arkadengang Durch die Grafen Von der Leyen erbautes Gerichtsgebäude für den 1678 von den Herrn zu Lindau erworbenen Gerichtsbezirk | 18. Jahrhundert | 133993 DDB |
| Bild gesucht BW                                     | Friedhof                                            | Niederwalluf, Hauptstraße 105 LageFlur: 11, Flurstück: 47/3                             | Friedhofskreuz, -tor, -kapelle sowie historische Grabsteine | 1873/74         | 133994 DDB |

### Hintergasse
| Bild            | Bezeichnung               | Lage                                                         | Beschreibung        | Bauzeit         | Objekt-Nr. |
| --------------- | ------------------------- | ------------------------------------------------------------ | ------------------- | --------------- | ---------- |
| Bild gesucht BW | Heiligenfigur St. Florian | Niederwalluf, Hintergasse 1 LageFlur: 13, Flurstück: 211/136 |                     | 1766            | 133991 DDB |
| Bild gesucht BW |                           | Niederwalluf, Hintergasse 2 LageFlur: 13, Flurstück: 370/138 | Giebelständiger Bau | 18. Jahrhundert | 133962 DDB |

### Im Paradies
| Bild            | Bezeichnung      | Lage                                                     | Beschreibung              | Bauzeit | Objekt-Nr. |
| --------------- | ---------------- | -------------------------------------------------------- | ------------------------- | ------- | ---------- |
| Bild gesucht BW | Gebückmauer      | Niederwalluf, Im Paradies LageFlur: 15, Flurstück: 44/14 |                           |         | 134036 DDB |
| Bild gesucht BW | Walluf-Brücke I  | Niederwalluf, Im Paradies LageFlur: 15, Flurstück: 48/32 | gewölbte Bruchsteinbrücke | Um 1850 | 134045 DDB |
| Bild gesucht BW | Walluf-Brücke II | Niederwalluf, Walluf LageFlur: 15, Flurstück: 53/37      | gewölbte Bruchsteinbrücke | Um 1850 | 134034 DDB |

### Johannisfeld
| Bild           | Bezeichnung              | Lage                                                                           | Beschreibung                                                 | Bauzeit         | Objekt-Nr. |
| -------------- | ------------------------ | ------------------------------------------------------------------------------ | ------------------------------------------------------------ | --------------- | ---------- |
| weitere Bilder | Ruine der Johanniskirche | Niederwalluf, Johannisfeld, Johannisfeld 1 LageFlur: 11, Flurstück: 89/4, 89/5 | Der ehemalige Saalbau war Pfarrkirche bis 1719. Abbruch 1807 | Vor 1000        | 133997 DDB |
| weitere Bilder | Ruine der Turmburg       | Niederwalluf, Johannisfeld LageFlur: 11, Flurstück: 89/4, 89/5                 |                                                              | 11. Jahrhundert | 133996 DDB |

### Kirchgasse
| Bild                                                      | Bezeichnung                                               | Lage                                                                                                 | Beschreibung | Bauzeit             | Objekt-Nr. |
| --------------------------------------------------------- | --------------------------------------------------------- | --- | --- | ------------------- | ---------- |
| Ehemaliges kurfürstliches Zollhaus / Gutsausschank Kiefer | Ehemaliges kurfürstliches Zollhaus / Gutsausschank Kiefer | Niederwalluf, Kirchgasse 1 LageFlur: 14, Flurstück: 102                                              | Fachwerkbau. Bis 1783 Zollhaus, danach verschiedene Nutzung.                                                             | 17./18. Jahrhundert | 133998 DDB |
|                                                           |                                                           | Niederwalluf, Kirchgasse 3 LageFlur: 13, Flurstück: 153                                              | Fachwerkwohnhaus | Um 1700             | 133963 DDB |
| Zehnthof / Gutsausschank Klee                             | Zehnthof / Gutsausschank Klee                             | Niederwalluf, Kirchgasse 7 LageFlur: 14, Flurstück: 107/3                                            | Giebelständiger Massivbau                                                                                                | Um 1700             | 133999 DDB |
| weitere Bilder                                            | Stadioner Hof (Sachgesamtheit)                            | Niederwalluf, Kirchgasse 10, 10a, 10b, 10c,10d LageFlur: 14, Flurstück: 109/3, 109/4, 109/5          | Vierseitenhofkomplex | 18. Jh.             | 134037 DDB |
| Bild gesucht BW                                           | Grabmal des Fürsten Emanuel von Salm-Salm                 | Niederwalluf, Kirchgasse 10 LageFlur: 14, Flurstück: 110/1                                           | | Nach 1808           | 134001 DDB |
|                                                           |                                                           | Niederwalluf, Kirchgasse 13 LageFlur: 13, Flurstück: 116                                             | Bau mit massivem Erdgeschoss und Fachwerkobergeschoss. Mitte des 18. Jh. umgebaut                                        | Vor 1660            | 134000 DDB |
| weitere Bilder                                            | Kath. Pfarrkirche St. Johannes der Täufer                 | Niederwalluf, Kirchgasse 15, Rheinstraße 1, Kirchgasse 10 LageFlur: 14, Flurstück: 110/1, 117, 118/1 | Als Adelheidskapelle 1197 gestiftet. Gotischer Kirchenbau, 1159 und 1714–19 erweitert. Seit 1719 katholische Pfarrkirche | 1197                | 134002 DDB |
|                                                           |                                                           | Niederwalluf, Kirchgasse 16 LageFlur: 13, Flurstück: 327/134                                         | Historistisches Wohnhaus                                                                                                 | 1907                | 133964 DDB |
|                                                           |                                                           | Niederwalluf, Kirchgasse 18 LageFlur: 13, Flurstück: 192/126                                         | Klassizistisches Wohnhaus                                                                                                | 1878                | 133965 DDB |

### Mühlstraße
| Bild            | Bezeichnung | Lage                                                             | Beschreibung                                                                                   | Bauzeit | Objekt-Nr. |
| --------------- | ----------- | ---------------------------------------------------------------- | ---------------------------------------------------------------------------------------------- | ------- | ---------- |
| Bild gesucht BW | Brunnen     | Niederwalluf, Mühlstraße ohne Nr. LageFlur: 15, Flurstück: 64/34 |                                                                                                | Um 1900 | 134003 DDB |
| Bug-Mühle       | Bug-Mühle   | Niederwalluf, Mühlstraße 18 LageFlur: 15, Flurstück: 3, 40, 4/2  | Vierseitige Hofanlage mit giebelständigen Haupthaus. Die erste Mühle bestand hier bereits 1393 | Um 1850 | 134031 DDB |

### Pflänzerweg
| Bild            | Bezeichnung            | Lage                                                              | Beschreibung                                                                                    | Bauzeit | Objekt-Nr. |
| --------------- | ---------------------- | ----------------------------------------------------------------- | ----------------------------------------------------------------------------------------------- | ------- | ---------- |
| Bild gesucht BW | Kapelle am Pflänzerweg | Niederwalluf, Pflänzerweg ohne Nr. LageFlur: 17, Flurstück: 93/28 | Nach einem Vorbild des 19. Jahrhunderts errichtete achtseitige Kapelle mit Marienfigur von 1750 | 1990er  | 134004 DDB |

### Rheinallee
| Bild           | Bezeichnung                                       | Lage                                                              | Beschreibung | Bauzeit | Objekt-Nr. |
| -------------- | ------------------------------------------------- | ----------------------------------------------------------------- | ------------ | ------- | ---------- |
| weitere Bilder | Ehrenmal für die Gefallenen des Ersten Weltkriegs | Niederwalluf, Rheinallee ohne Nr. LageFlur: 13, Flurstück: 169/18 |              | 1928    | 134005 DDB |

### Rheinstraße
| Bild                                   | Bezeichnung                            | Lage                                                                                     | Beschreibung                                                                                                   | Bauzeit         | Objekt-Nr. |
| -------------------------------------- | -------------------------------------- | ---------------------------------------------------------------------------------------- | --- | --------------- | ---------- |
| Ehemaliger Gasthof „Zum weißen Schwan“ | Ehemaliger Gasthof „Zum weißen Schwan“ | Niederwalluf, Rheinstraße 2 LageFlur: 14, Flurstück: 115                                 | Zwei traufständige Häuser                                                                                      | Mitte 19. Jh.   | 134006 DDB |
| Hotel zum Schwan                       | Hotel zum Schwan                       | Niederwalluf, Rheinstraße 4, Rheinstraße LageFlur: 14, Flurstück: 165/121, 166/122, 93/3 | Zwei giebelständige Häuser mit Zwischenbau                                                                     | 17. Jahrhundert | 134007 DDB |
| Bild gesucht BW                        | Weingut Becker                         | Niederwalluf, Rheinstraße 5 LageFlur: 14, Flurstück: 92/3                                | | 19. Jahrhundert | 134008 DDB |
| Weingut Becker                         | Weingut Becker                         | Niederwalluf, Rheinstraße 6, Rheinstraße 5 LageFlur: 14, Flurstück: 123, 124, 143/91     | Winkelförmiges Wohnhaus. Ehemaliger Gasthof „Zum schwarzen Adler“                                              | 1703            | 134009 DDB |
| Bild gesucht BW                        | „Klause“                               | Niederwalluf, Rheinstraße 8 LageFlur: 14, Flurstück: 66/1                                | Winkelförmiger Fachwerkbau, ehemaliger Hof der Mainzer Dominikaner und Niederlassung der Dernbacher Schwestern | Um 1600         | 134010 DDB |
|                                        |                                        | Niederwalluf, Rheinstraße 9, Rheinstraße 10 LageFlur: 14, Flurstück: 57/21, 64/1         | Barocke Hofanlage mit Nebengebäuden, ehemaliger Hof der Mainzer Dominikaner                                    | Um 1696         | 134012 DDB |
| Bild gesucht BW                        |                                        | Niederwalluf, Rheinstraße 10 LageFlur: 14, Flurstück: 57/21                              | Gartenpforte und Mauer                                                                                         | 18. Jahrhundert | 134011 DDB |

### Schöne Aussicht
| Bild            | Bezeichnung                 | Lage                                                                                       | Beschreibung             | Bauzeit | Objekt-Nr. |
| --------------- | --------------------------- | ------------------------------------------------------------------------------------------ | ------------------------ | ------- | ---------- |
| Bild gesucht BW |                             | Niederwalluf, Schöne Aussicht 4, Vorderer Galgengipfel LageFlur: 11, Flurstück: 25/4, 27/1 | Villa                    | 1899    | 133967 DDB |
| Bild gesucht BW |                             | Niederwalluf, Schöne Aussicht 6 LageFlur: 11, Flurstück: 23/6                              | Villa                    | 1889    | 133968 DDB |
| Bild gesucht BW |                             | Niederwalluf, Schöne Aussicht 7 LageFlur: 12, Flurstück: 22/1                              | Villa                    | 1907    | 133969 DDB |
| Bild gesucht BW | Villa Lahn                  | Niederwalluf, Schöne Aussicht 8 LageFlur: 11, Flurstück: 247/22                            | Villa                    | 1898    | 134013 DDB |
| Bild gesucht BW |                             | Niederwalluf, Schöne Aussicht 9 LageFlur: 12, Flurstück: 106/22                            | Villa                    | 1907    | 133970 DDB |
| Bild gesucht BW | Evangelische Heilandskirche | Niederwalluf, Schöne Aussicht 10 LageFlur: 11, Flurstück: 160/22                           | Evangelische Pfarrkirche | 1902    | 134032 DDB |
| Bild gesucht BW | Villa Midgard               | Niederwalluf, Schöne Aussicht 11 LageFlur: 11, Flurstück: 189/29                           | Villa                    | 1892    | 134014 DDB |
| Bild gesucht BW | Villa Bertana               | Niederwalluf, Schöne Aussicht 13 LageFlur: 11, Flurstück: 30/1                             | Villa                    | 1913    | 134015 DDB |
| Bild gesucht BW |                             | Niederwalluf, Schöne Aussicht 20 LageFlur: 11, Flurstück: 17/3                             | Villa                    | 1899    | 133971 DDB |
| weitere Bilder  | Wegekreuz                   | Niederwalluf, Hohlweg (bei Schöne Aussicht 4) LageFlur: 11, Flurstück: 26/3                |                          | 1762    | 133966 DDB |

### Werftstraße
| Bild            | Bezeichnung  | Lage                                                         | Beschreibung                                                     | Bauzeit | Objekt-Nr. |
| --------------- | ------------ | ------------------------------------------------------------ | ---------------------------------------------------------------- | ------- | ---------- |
| Bild gesucht BW | Werftgebäude | Niederwalluf, Werftstraße 11 LageFlur: 12, Flurstück: 36/24  | Bürogebäude der ehemaligen Rheinischen Motorboot- und Yachtwerft | Um 1908 | 134017 DDB |
| Bild gesucht BW |              | Niederwalluf, Werftstraße 11a LageFlur: 12, Flurstück: 36/29 |                                                                  | 1915    | 134018 DDB |

### Außerhalb der Ortslage
| Bild            | Bezeichnung       | Lage                                                 | Beschreibung | Bauzeit         | Objekt-Nr. |
| --------------- | ----------------- | ---------------------------------------------------- | ------------ | --------------- | ---------- |
| weitere Bilder  | Bergbildstock     | Niederwalluf, Mittelberg LageFlur: 22, Flurstück: 50 |              | 18. Jahrhundert | 134016 DDB |
| Bild gesucht BW | Limbe-Kreuz       | Niederwalluf, Im Sand LageFlur: 5, Flurstück: 51/11  |              | 1811            | 134035 DDB |
| Bild gesucht BW | Reste des Gebücks | Niederwalluf, Außerhalb der Ortslage Lage            |              |                 | 134047 DDB |

## Oberwalluf

### Marktstraße
| Bild            | Bezeichnung        | Lage                                                                             | Beschreibung                                            | Bauzeit                | Objekt-Nr. |
| --------------- | ------------------ | -------------------------------------------------------------------------------- | ------------------------------------------------------- | ---------------------- | ---------- |
| Bild gesucht BW |                    | Oberwalluf, Marktstraße 9 LageFlur: 2, Flurstück: 43                             | Traufständiges Fachwerkhaus                             | 17. Jahrhundert        | 134026 DDB |
| Bild gesucht BW | Frankensteiner Hof | Oberwalluf, Marktstraße 14, Paradiesstraße LageFlur: 2, Flurstück: 118/2, 265/31 | Traufständiges Massivhaus mit Krüppelwalmdach           | Spätes 18. Jahrhundert | 134028 DDB |
| weitere Bilder  | Altes Rathaus      | Oberwalluf, Marktstraße 18 LageFlur: 2, Flurstück: 100/1                         | Dekoratives Fachwerkhaus, bis 1971 Rathaus der Gemeinde | 1616                   | 134029 DDB |
| Vereinshaus     | Vereinshaus        | Oberwalluf, Marktstraße 29 LageFlur: 5, Flurstück: 294                           | Als Schul- und Feuerwehrhaus erbaut                     | 1902                   | 134030 DDB |

### Mühlstraße
| Bild        | Bezeichnung | Lage | Beschreibung                                                                                           | Bauzeit                | Objekt-Nr. |
| ----------- | ----------- | --- | --- | ---------------------- | ---------- |
| Hild-Mühle  | Hild-Mühle  | Oberwalluf, Mühlstraße 62a, Mühlstraße 42, Mühlgraben, Kalbswiese LageFlur: 3, 15, Flurstück: 134/10, 232/37, 35/3, 37/1, 24/18, 24/8 | | Ab 1715                | 134019 DDB |
| Arnet-Mühle | Arnet-Mühle | Oberwalluf, Mühlstraße 94 LageFlur: 3, Flurstück: 134/2, 134/3, 134/5, 134/7–10, 246/7                                                | Eingeschossiges Gebäude mit hohem Walmdach und auskragender Ladegaube. Ersterwähnung im späten 13. Jh. | Spätes 17. Jahrhundert | 134038 DDB |

### Schulstraße
| Bild            | Bezeichnung               | Lage                                                    | Beschreibung                | Bauzeit                    | Objekt-Nr. |
| --------------- | ------------------------- | ------------------------------------------------------- | --------------------------- | -------------------------- | ---------- |
| Bild gesucht BW | Friedhofskreuz            | Oberwalluf, Schulstraße LageFlur: 2, Flurstück: 244/65  |                             | 19. Jahrhundert            | 134043 DDB |
| Bild gesucht BW |                           | Oberwalluf, Schulstraße 1b LageFlur: 5, Flurstück: 47/5 | Traufständiger Fachwerkbau  | Vermutlich 16. Jahrhundert | 134021 DDB |
| Bild gesucht BW | Motivtafel Hl. Franziskus | Oberwalluf, Schulstraße 7 LageFlur: 2, Flurstück: 61/1  | Sandsteinrelief             | Spätes 19. Jahrhundert     | 134022 DDB |
|                 |                           | Oberwalluf, Schulstraße 16 LageFlur: 2, Flurstück: 76/2 | Giebelständiger Fachwerkbau | Um 1700                    | 134023 DDB |

### St. Elisabethenstraße
| Bild            | Bezeichnung                  | Lage                                                                         | Beschreibung                                                                      | Bauzeit                | Objekt-Nr. |
| --------------- | ---------------------------- | ---------------------------------------------------------------------------- | --------------------------------------------------------------------------------- | ---------------------- | ---------- |
| weitere Bilder  | Kath. Pfarrkirche St. Martin | Oberwalluf, St. Elisabethenstraße 1 LageFlur: 2, Flurstück: 67/1, 69/1, 69/2 |                                                                                   | Ersterwähnung 1314     | 134020 DDB |
|                 |                              | Oberwalluf, St. Elisabethenstraße 2 LageFlur: 17, Flurstück: 74/4            | Wohnhaus mit überbauter Hofeinfahrt. Erdgeschoss massiv, Obergeschoss in Fachwerk | Spätes 18. Jahrhundert | 134024 DDB |
| Bild gesucht BW |                              | Oberwalluf, St. Elisabethenstraße 4 LageFlur: 2, Flurstück: 74/4             | Giebelständiger Fachwerkbau                                                       | Um 1700                | 134025 DDB |

### Außerhalb der Ortslage
| Bild                     | Bezeichnung              | Lage                                                          | Beschreibung | Bauzeit                | Objekt-Nr. |
| ------------------------ | ------------------------ | ------------------------------------------------------------- | ------------ | ---------------------- | ---------- |
| Vituskreuz               | Vituskreuz               | Oberwalluf, Fitusberg 2. Gewann LageFlur: 5, Flurstück: 106/2 |              | Spätes 19. Jahrhundert | 133972 DDB |
| Wegekreuz am Langenstück | Wegekreuz am Langenstück | Oberwalluf, Im Langenstück LageFlur: 6, Flurstück: 258/8      |              | 1847                   | 134048 DDB |